# Нордквист, Даг
Даглас Нордквист (англ. Douglas Nordquist; род. 20 декабря 1958, Сан-Гейбриел, Калифорния) — американский легкоатлет, специалист по прыжкам в высоту. Выступал за сборную США по лёгкой атлетике в 1980-х годах, чемпион Игр доброй воли в Москве, победитель и призёр первенств национального значения, участник летних Олимпийских игр в Лос-Анджелесе.

## Биография
Даг Нордквист родился 20 декабря 1958 года в Сан-Гейбриеле, Калифорния. Приходится двоюродным братом Дуайту Стоунзу, так же добившемуся успеха в прыжках в высоту.
Занимался лёгкой атлетикой во время учёбы в старшей школе Sonora High School, Фуллертонском колледже и в Университете штата Вашингтон, где проходил подготовку под руководством известного специалиста Рика Слоана. В составе университетской команды Washington State Cougars успешно выступал на различных студенческих соревнованиях, затем представлял клуб Tiger International.
Став вторым на национальном олимпийском отборочном турнире, в 1984 году Нордквист удостоился права защищать честь страны на летних Олимпийских играх в Лос-Анджелесе — в финале прыжков в высоту показал результат 2,29 метра, расположился в итоговом протоколе на пятой строке.
В 1986 году одержал победу на чемпионате США в Юджине и на впервые проводившихся Играх доброй воли в Москве.
На чемпионате США 1988 года в Тампе вновь превзошёл всех соперников и завоевал золото.
В 1990 году выиграл серебряные медали на чемпионате США в Норуолке и на Играх доброй воли в Сиэтле. В Норуолке установил свой личный рекорд в прыжках в высоту на открытом стадионе — 2,36 метра (четвёртый результат мирового сезона).
Завершил спортивную карьеру по окончании сезона 1993 года.
Впоследствии работал преподавателем в старшей школе в калифорнийском поселении Саут-Уиттиер.